# 敵對同謀
《敵對同謀》（英語：Michael Clayton）是一部於2007年上映的美國劇情片，由東尼·格萊執導，佐治·古尼、湯·韋堅遜及蒂達·史雲頓等主演。電影表面上描述一名紐約州律師對同事患上精神病的反應，卻籍此帶出律師行代表的一間農化學品公司被集體訴訟的過程。
在第80屆奧斯卡金像獎上，榮獲最佳女配角獎。

## 剧情
亚瑟（Arthur Edens）是一个大型律师事务所的律师，他受农业化学药剂公司U-North的委托担任公司的辩护人，公司面临400多人提起的集体诉讼，要求公司赔偿因有毒的除草剂而造成的高达30亿美元的人身伤害赔偿金。最近亚瑟表现精神失常，迈克尔（Michael Raymond Clayton）受老板马蒂委托，去了解和帮助亚瑟的工作，却发现亚瑟正在为原告们的利益诉求出力，他还正与一名原告安娜有密切联系，这一事实也被U-North公司所熟知。亚瑟后来被凯伦（Karen Crowder）所派的人马所杀，迈克尔在了解亚瑟死亡真相的过程中，也发现了亚瑟所收集到了对U-North公司不利的证据。由于担心迈克尔将这些材料公开，因此迈克尔成为凯伦手下的下一个暗杀对象。所幸麦克在汽车炸弹中没有受到伤害，而凯伦原以为他已经被除掉，最后与原告方提出赔偿6亿美元的和解方案。
最后迈克尔突然来到了凯伦的面前，让之吃了一惊。他表示想要得到1千万美元作为公司对他本人的补偿，他将不再追究公司的暗杀事件和公开不利材料，凯伦只得答应了他的要求。然而当他离开后，凯伦和公司老板丹就被警察抓了起来，原来迈克尔已将事实告之警察，并让凯伦中了说出事实的圈套中。任务完成后，迈克尔上了一辆的士。

## 主角
- 佐治·古尼 - Michael Raymond Clayton，律师事务所协调人，因投资酒吧失利并负债7.5万美元，有一个儿子亨利，以及一个不务正业的弟弟提米
- Tom Wilkinson - Arthur Edens，律师事务所的律师，Michael Clayton 和 Marty Bach的好友，U-North公司委托的辩护人
- Tilda Swinton - Karen Crowder，U-North公司的法律总顾问，在事件中濒临精神崩溃
- Sydney Pollack - Marty Bach，律师事务所的老板，Michael的好友

## 奖项

### 获奖
- 第80届奥斯卡金像奖 
  - 最佳女配角 (Tilda Swinton)
- 英国电影学院奖
  - 最佳女配角 (Tilda Swinton)
- 堪萨斯城影评人协会
  - 最佳女配角 (Tilda Swinton)
- 温哥华影评人协会
  - 最佳女配角 (Tilda Swinton)
- 国家评论协会
  - 最佳男演员 (George Clooney)
- 旧金山影评人协会
  - 最佳男演员 (George Clooney)
- 华盛顿特区影评人协会
  - 最佳男演员 (George Clooney)
- 卫星奖
  - 最佳男配角 (Tom Wilkinson)
- 伦敦影评人协会
  - 年度最佳英国男演员 (Tom Wilkinson)
- Edgar Award
  - 最佳编剧[1]

### 提名
- 第80届奥斯卡金像奖
  - 最佳影片
  - 最佳导演 (Tony Gilroy)
  - 最佳原创剧本 (Tony Gilroy)
  - 最佳男主角 (George Clooney)
  - 最佳男配角 (Tom Wilkinson)
  - 最佳原创音乐 (James Newton Howard)
- 第65届金球奖[2]
  - 最佳剧情片
  - 最佳剧情类男主角 (George Clooney)
  - 最佳男配角 (Tom Wilkinson)
  - 最佳女配角 (Tilda Swinton)
- 广播影评人协会奖
  - 最佳影片
  - 最佳男演员 (George Clooney)
  - 最佳男配角 (Tom Wilkinson)
  - 最佳女配角 (Tilda Swinton)
  - 最佳编剧 (Tony Gilroy)
- 芝加哥影评人协会
  - 最佳男演员 (George Clooney)
  - 最佳导演 (Tony Gilroy)
  - 最佳影片
  - 最佳原创剧本 (Tony Gilroy)
  - 最佳男配角 (Tom Wilkinson)
  - 最佳女配角 (Tilda Swinton)
  - 最有前途电影人 (Tony Gilroy)
- 伦敦影评人协会
  - 年度男演员 (George Clooney)
  - 年度英国男演员 (Tom Wilkinson)
  - 年度英国女配角 (Tilda Swinton)
- 卫星奖
  - 最佳女配角 (Tilda Swinton)
  - 最佳原创剧本 (Tony Gilroy)
- 美国演员工会奖
  - 杰出女配角 (Tilda Swinton)
  - 杰出男主角 (George Clooney)
  - 杰出男配角 (Tom Wilkinson)
- 威尼斯影展
  - 金狮奖 (Tony Gilroy)

## 外部連結
- 互联网电影数据库（IMDb）上《敵對同謀》的资料（英文）
- 爛番茄上《敵對同謀》的資料（英文）
- Metacritic上《敵對同謀》的資料（英文）
- Box Office Mojo上《敵對同謀》的資料（英文）
- AllMovie上《敵對同謀》的资料（英文）
- 豆瓣电影上《敵對同謀》的資料 （简体中文）
- Michael Clayton at Soundtrack Collector （页面存档备份，存于）